# Districts congressionnels de Virginie-Occidentale
L'État américain de Virginie-Occidentale est divisé en deux districts congressionnels élisant chacun un membre de la Chambre des représentants des États-Unis.
Le processus de découpage des circonscriptions est une compétence des États. En Virginie-Occidentale, les districts sont approuvés par la législature de l'État. Le gouverneur peut opposer son véto au projet de redécoupage.

## Districts actuels
| District     | Comtés | Carte | Population | CPVI | Représentant (119e congrès) | Représentant (119e congrès) |
| ------------ | --- | ----- | ---------- | ---- | --------------------------- | --------------------------- |
| 1er district | Barbour, Brooke, Doddridge, Grant, Gilmer, Hancock, Harrison, Marion, Marshall, Mineral, Monongalia, Ohio, Pleasants, Preston, Ritchie, Taylor, Tucker, Tyler, Wetzel, Wood |       | 881 980    | R+23 | Carol Miller                | R                           |
| 2e district  | Berkeley, Braxton, Calhoun, Clay, Hampshire, Hardy, Jackson, Jefferson, Kanawha, Lewis, Morgan, Pendleton, Putnam, Randolph, Roane, Upshur, Wirt                            |       | 900 979    | R+22 | Riley Moore                 | R                           |

## Historique
Lorsque la Virginie-Occidentale devient un État en 1863, elle élit trois représentants au Congrès au sein de trois districts. Au fur et à mesure de l'élargissement des États-Unis et de l'évolution de sa population, la Virginie-Occidentale a gagné puis perdu des districts congressionnels :
- 3e district de 1863 à 2023 ;
- 4e district (en) de 1883 à 1993 ;
- 5e district (en) de 1903 à 1973 ;
- 6e district (en) de 1917 à 1963.

À noter que de 1913 à 1917, l'État élit son sixième représentant dans une unique circonscription : le district at-large de Virginie-Occidentale.

Carte des districts de Virginie-Occidentale depuis 1973
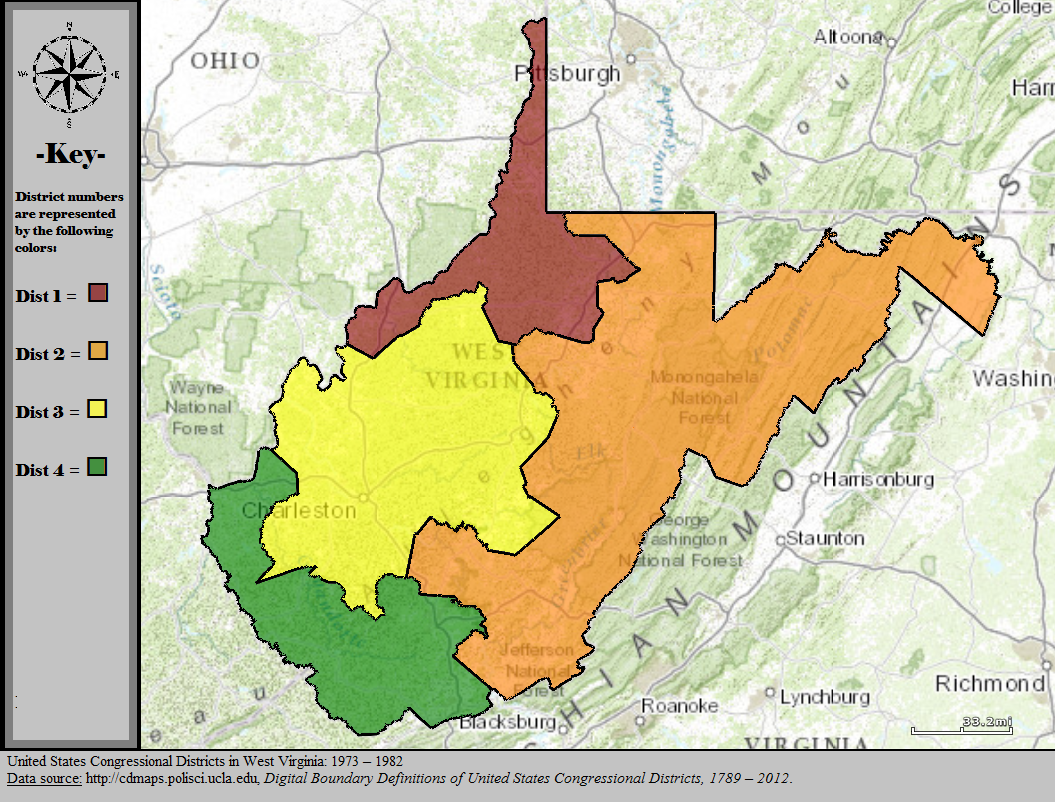
Districts de Virginie-Occidentale de 1973 à 1982.
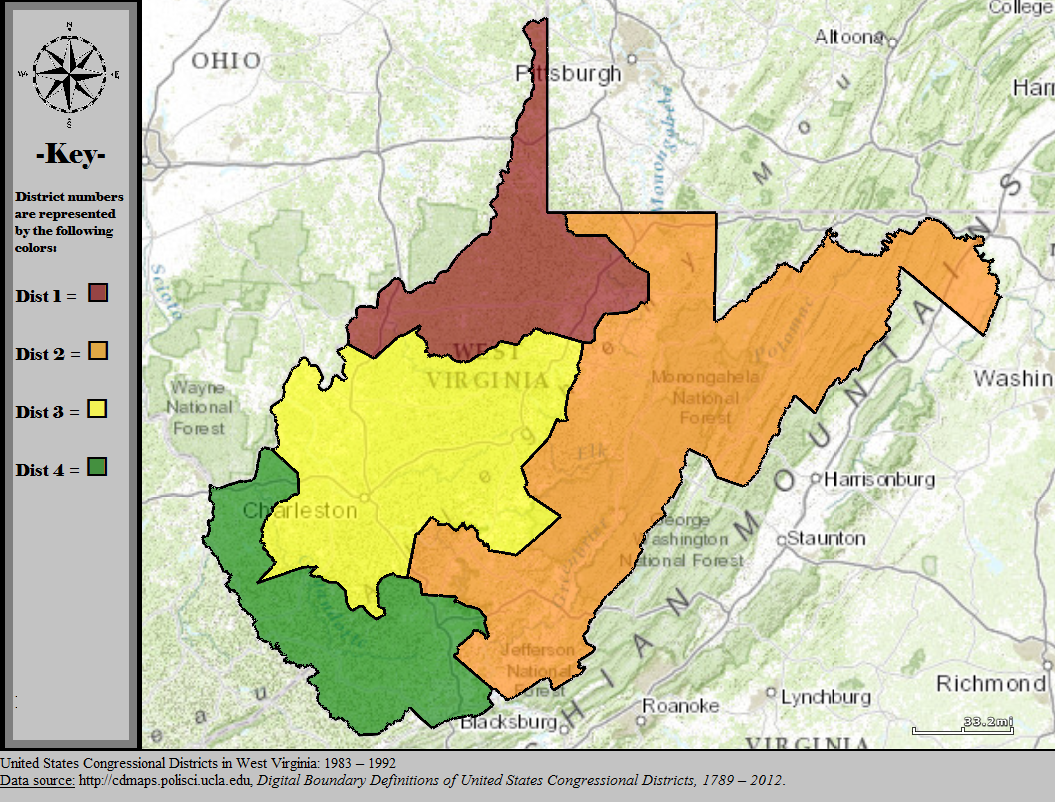
Districts de Virginie-Occidentale de 1983 à 1992.
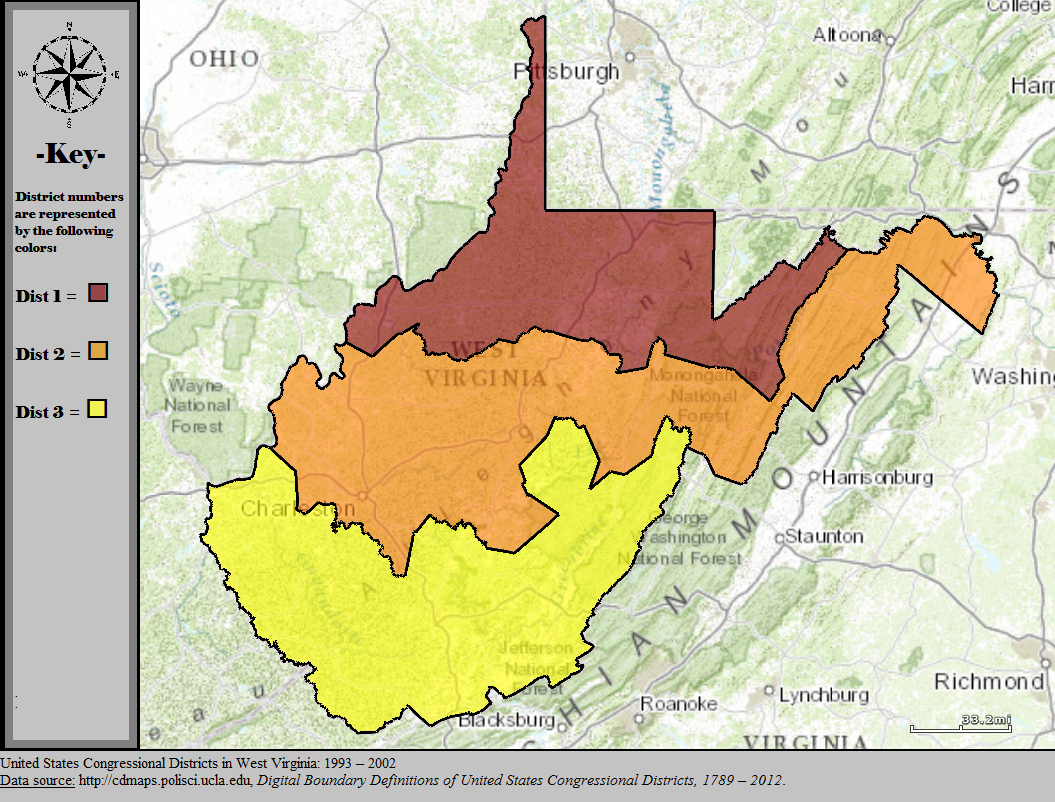
Districts de Virginie-Occidentale de 1993 à 2002.
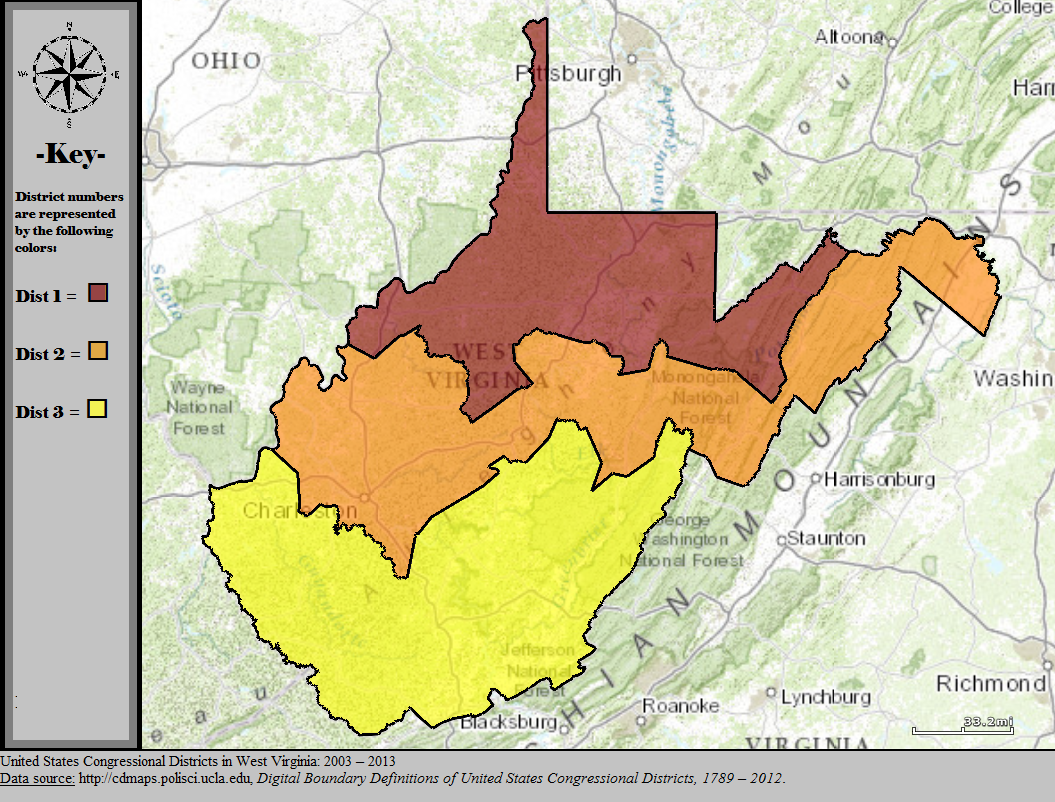
Districts de Virginie-Occidentale de 2002 à 2013.
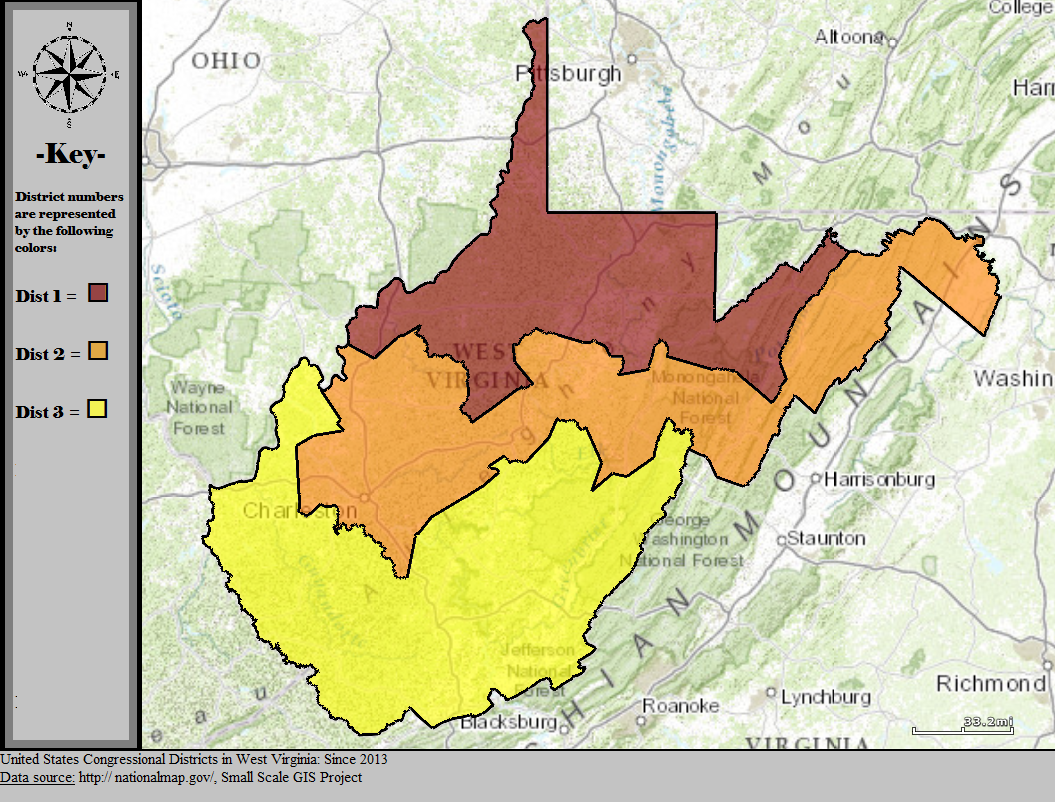
Districts de Virginie-Occidentale de 2013 à 2023.
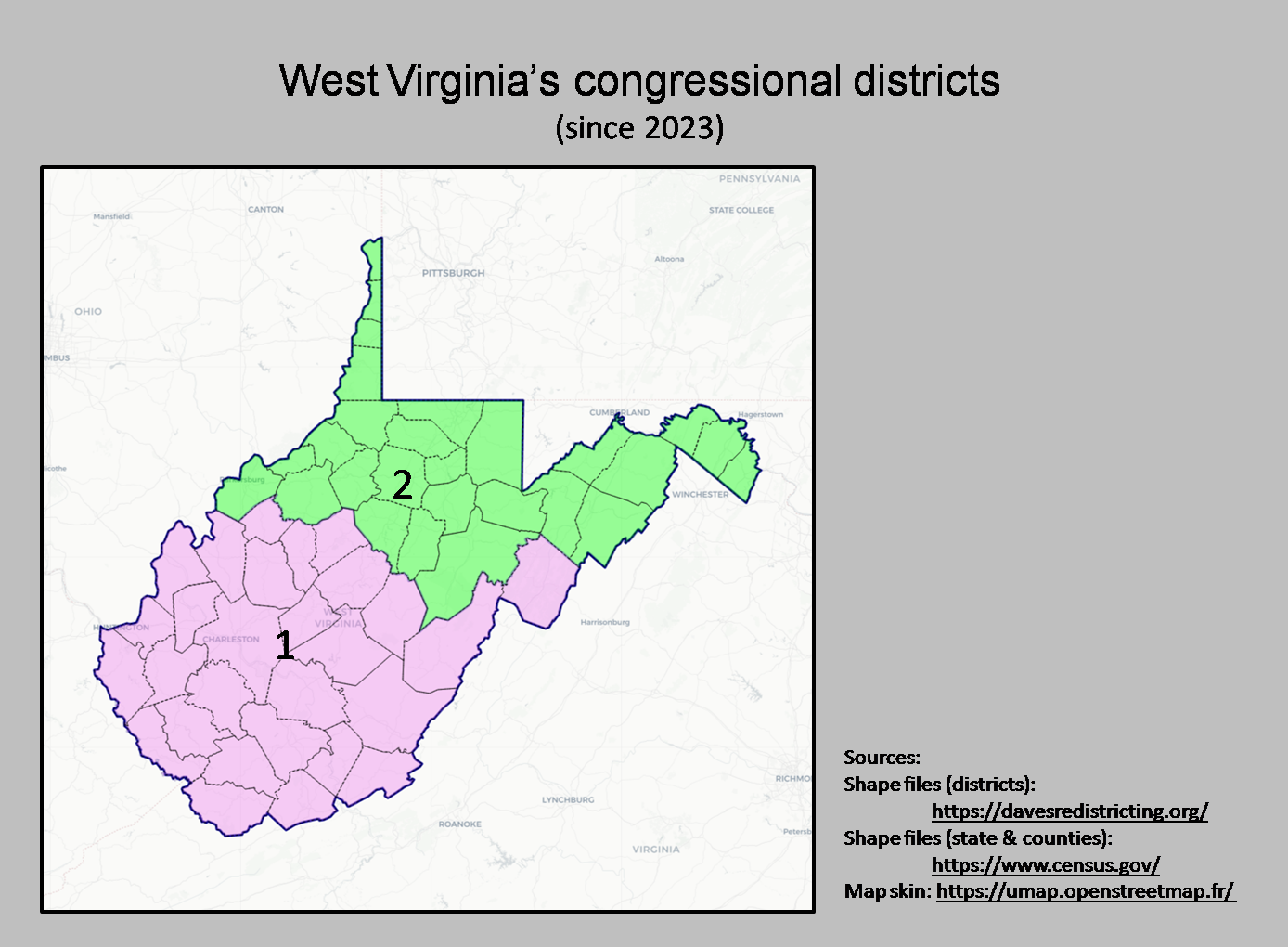
Districts de Virginie-Occidentale depuis 2023.